# Lophocampa margona
Lophocampa margona är en fjärilsart som beskrevs av William Schaus 1896. Lophocampa margona ingår i släktet Lophocampa och familjen björnspinnare. Inga underarter finns listade i Catalogue of Life.